# Atomic Betty
Atomic Betty ist eine kanadisch-französische Zeichentrickserie, die von Teletoon, Atomic Cartoons, Breakthrough Films & Television, und Tele Images Kids produziert wurde.

## Handlung
In der Serie geht es um Betty, ein eigentlich normales zwölfjähriges, rothaariges Mädchen. Sie geht in die Schule, schaut sich Science-Fiction-Filme an, singt in einer Band und trifft sich gerne mit ihren Freunden Noah und Paloma. Sie hat ganz normale Alltagsprobleme wie jedes Mädchen und dazu gehören Jungs, Freunde und Penelope, die keine Gelegenheit auslässt um Betty fertig zu machen oder zu blamieren. Sie wohnt in einem Haus mit ihrer Mutter, ihrem Vater und ihrem Kater.
Doch zu ihren normalen Problem kommen noch andere Probleme hinzu, denn was keiner außer ihrer Großmutter weiß ist, dass sie eine Superheldin, eine so genannte galaktische Gesetzeshüterin ist. Als Atomic Betty kämpft sie gegen Superschurken. Der Pilot Sparky, ein grüner Alien, ist zwar ein bisschen tollpatschig, aber ein echter Freund und immer zur Stelle wenn Betty ihn braucht, außerdem begleitet sie noch der Roboter namens X-5 durch ihre Abenteuer und kämpft mit ihr gegen die gefährlichsten außerirdischen Superschurken, wie zum Beispiel gegen den bösen Maximus I.Q. und seinen Lakaien Minimus, die über die ganze Galaxis herrschen wollen und auch nicht davor zurückschrecken das Hauptquartier zu zerstören. Weitere Feinde sind das böse Alienbaby Infantor, die Eishexe Iciklea, die auch nicht davor zurückschreckt alles und jeden in Eis zu verwandelt, der wahnsinnige Wissenschaftler Doktor Großhirn, mit seinen bösen Erfindungen, oder andere Diebe, Gauner und Weltraumbanditen.
Immer, wenn in der Galaxie Ärger droht, klingelt Bettys Armband und sie bekommt vom Chef der galaktischen Gesetzeshüter, Admiral DeGill, der einem Goldfisch ähnlich sieht, einen Auftrag, dann verwandelt sich Betty in Atomic Betty und wird an Bord ihres Raumschiffes gebeamt.
Es gibt einige merkwürdige Gemeinsamkeiten zwischen dem Leben von Betty Barrett und dem Leben von Atomic Betty: z. B. sind Sparky, X-5 und das Raumschiff Spielzeuge, Maximus I.Q. ist eine Reinkarnation der hinterhältigen Hauskatze, und Admiral DeGill ist ein Fisch in einem Aquarium.
Häufig werden Referenzen zu anderen Filmen gemacht, z. B. Star Wars, 2001: Odyssee im Weltraum, Indiana Jones, E.T. – Der Außerirdische, Der Exorzist, Der Wüstenplanet, Matrix, Die Reifeprüfung, Spiderman, Der kleine Horrorladen, Charlie und die Schokoladenfabrik, Die Fliege, Phantom der Oper, Men in Black 3, Der Hobbit, King Kong und das Musikvideo Thriller.

## Figuren

### Hauptfiguren
Betty
Sie ist eigentlich eine ganz normale Schülerin, doch sie hat ein Doppelleben als Atomic Betty die intergalaktische Beschützerin und sie kämpft täglich zusammen mit Sparky und X-5 gegen böse Schurken wie z. B. Maximus. Ihre größte Rivalin allerdings befindet sich auf der Erde und ist ihre Mitschülerin Penelope. Ihre besten Freunde sind Paloma und Noah.
Noah
Er ist Bettys Mitschüler und bester Freund, außerdem ist er heimlich in sie verliebt.
Paloma
Sie ist Bettys beste Freundin
Maximus
Maximus ist, abgesehen von Penelope, ihr größter Gegenspieler und würde alles tun, um Atomic Betty zu zerstören. Er will das Hauptquartier zerstören, was ihm auch einmal gelang.
Minimus
Er ist der Begleiter von Maximus und hat zwei Gesichter.
Admiral Degill
Er ist ein Fisch und der Auftraggeber von Atomic Betty, er lebt im Hauptquartier. Er ist der größte Feind von Pontifadora.
Penelope
Sie ist reich und eingebildet, ist in Bettys Klasse und hasst sie. Sie ist ihre größte Gegenspielerin.

### Nebenfiguren
Infantor
Er ist ein Alienbaby und ein Schurke. Dass er ein Baby ist, merkt man auch an seinen Plänen wie z. B. den Weihnachtsmann entführen. Er besitzt eine Roboter-Nanny.
Iciklea
Sie ist eine böse Hexe, die alles in Eis verwandeln will. Sie bekommt schnell Falten, deshalb braucht sie bestimmte Beeren, um jung und schön zu bleiben. Ein Eismensch (Yeti) ist ihr Handlanger und unterstützt sie bei ihren finsteren Taten.
Doktor Großhirn
Er ist ein bedeutender Wissenschaftler, der Herrscher der Welt werden will. Seine Pläne funktionieren nie, da Betty ihn immer vorher aufhält.
Greenbeard
Ist ein Räuber, Dieb und Pirat, der die wertvollsten Schätze der Planeten stiehlt.
Hopper
Er ist ein gefürchteter Räuber und Plünderer Unterwasser.
Der Sammler
Er sammelt alles wie z. B. große Eier… und richtet damit großes Chaos an.

## Produktion
Die Serie entstand bei Atomic Cartoons, Breakthrough Films und Télé Images Kids. Regie führten Mauro Casalese, Virginie Jallot, Jeffrey Agala, Ridd Sorensen, Dave Woodgate und Kenneth Chu. Als Produzenten waren Kevin Gillis, Ginan Zedra, Virginie Jallot und Rob Davies verantwortlich. Die Musik stammt von Asher Lenz und Stephen Skratt und künstlerische Leiter waren Trevor Bentley und Garnet Syberg-Olsen.

### Synchronisation
| Figur           | deutscher Synchronsprecher | Originalsprecher                                      |
| --------------- | -------------------------- | ----------------------------------------------------- |
| Betty           | Uschi Hugo                 | Tajja Isen                                            |
| Sparky          |                            | Rick Miller                                           |
| X-5             |                            | Bruce Hunter                                          |
| Admiral Degill  |                            | Adrian Truss                                          |
| Maximus         |                            | Colin Fox                                             |
| Minimus         |                            | Len Carlson (Staffel 1 und 2) Dwayne Hill (Staffel 3) |
| Penelope        |                            |                                                       |
| Paloma          |                            | Alexandra Lai                                         |
| Noah            |                            | Laurie Elliot                                         |
| Atomic Roger    | Heiko Obermöller           | Dwayne Hill                                           |
| Doktor Großhirn |                            | Dwayne Hill                                           |
| Infantor        |                            | Jonathan Wilson                                       |
| Iciklea         |                            | Kristina Nicoll                                       |

## Ausstrahlung
Von Atomic Betty gibt es bisher drei Staffeln mit zusammen 78 Folgen und den Fernsehfilm Das Weihnachtsabenteuer (The NOL-9). Die Folgen bestehen in der Regel aus zwei Geschichten. Die Erstausstrahlung in den USA begann am 29. August 2004 beim Sender M6. Die letzte Folge wurde am 4. August 2008 gezeigt, die letzte Staffel lief bei Télétoon. Warner Home Video brachte in Nordamerika die ersten zwei Staffeln auf DVD heraus. Jede DVD beinhaltet vier Episoden.
In Deutschland wurde Atomic Betty zum ersten Mal am 24. Oktober 2005 im Disney Channel wochentags ausgestrahlt. Seit dem 2. Mai 2006 lief die Serie täglich auf Toon Disney, wo die ersten zwei Staffeln ausgestrahlt wurden. Ab dem 8. März 2009 folgte schließlich die dritte Staffel. Im Disney Channel läuft Atomic Betty unregelmäßig am Wochenende oder einmal pro Monat bei Disneys langen Nächten.
In Frankreich wird Atomic Betty auf Télétoon und TV5Monde Europe ausgestrahlt, in Großbritannien läuft die Serie auf CITV, in Saudi-Arabien auf MBC3, und in einigen Ländern der Welt wird Atomic Betty sogar auf Cartoon Network ausgestrahlt.

## Episoden
| Nummer (gesamt) | Nummer (Staffel) | Deutscher Titel              | Originaltitel         | Erstausstrahlung (USA) | Erstausstrahlung (Deutschland) |
| 1               | 1-1              | Atomic Roger                 | Atomic Roger          | 17. September 2004     | 1. Februar 2006                |
| 2               | 1-2              | Krawall im All               | Toxic Talent          | 17. September 2004     | 31. August 2006                |
| 3               | 1-3              | Verabredung mit Hindernissen | But The Cat Came Back | 19. September 2004     | 6. Februar 2006                |
| 4               | 1-4              | Verschollen im Bad           | Lost In Spa           | 19. September 2004     | 9. September 2006              |
| 5               | 1-5              | Tam ‚die Spindel‘ Kanushu    | Spindly Tam Kanushu   | 26. September 2004     | 7. Februar 2006                |
| 6               | 1-6              | Die Unterwassermission       | Science Fair          | 26. September 2004     | 16. September 2006             |

## Adaptionen

### Videospiel
Am 25. August 2005 kam das Spiel Atomic Betty zur Sendung in der EU heraus (USA 25. Oktober 2005).
Die Spielgenren sind Puzzle und Shooter; es ist für einen Einzelspieler gedacht.
Dieses Spiel kam allerdings nur für Game Boy Advance heraus und ist somit auch auf dem Nintendo DS spielbar.

### Soundtrack
Der Soundtrack zur Zeichentrickserie wurde nur in den USA veröffentlicht.
Der Atomic Betty Soundtrack erschien unter dem Label von Koch Records.

### Bücher
Es wurden drei Bücher von Atomic Betty bei Penguin Books herausgegeben, zusätzlich kamen noch vier Bücher zur Sendung heraus, allerdings wurden sie nicht auf Deutsch übersetzt.
Die Titel lauten:
- Reporting for Duty! (8. August 2005)
- Star Struck! (4. August 2005)
- Blast Off! (Stickerheft, 4. August 2005)
- Top Secret!: A Private Journal for Atomic Betty--and You! (gebundenes Buch, 18. Mai 2006)

### Comics
Auch gab es Comics zur Serie, die beim amerikanischen Verlag Grosset And Dunlap erschienen.
- Cosmic Cake (4. August 2008)
- Lost in Space (19. Januar 2008)
- Galactic Pirates of the Corralean (9. Februar 2006)